# Ezerovo (Varna)
Ezerovo (Bulgaars: Езерово) is een dorp in de Bulgaarse oblast Varna. Het is gelegen in de gemeente Beloslav en telde op 31 december 2019 bijna 1.700 inwoners.

## Bevolking
Op 31 december 2019 telde het dorp 1.690 inwoners, een daling vergeleken met het maximum 1.931 personen in 1975.
| Bevolkingsontwikkeling tussen 1934 en 2019          |
| --------------------------------------------------- |
|                                                     |
| Bron: Nationaal Statistisch Instituut van Bulgarije |

In het dorpen vormen etnische Bulgaren een meerderheid, maar er woont ook een grote minderheid van etnische Turken. 
| Etnische samenstelling van de respondenten (2011) | Etnische samenstelling van de respondenten (2011) | Etnische samenstelling van de respondenten (2011) | Etnische samenstelling van de respondenten (2011) | Etnische samenstelling van de respondenten (2011) |
| ------------------------------------------------- | ------------------------------------------------- | ------------------------------------------------- | ------------------------------------------------- | ------------------------------------------------- |
|                                                   |                                                   |                                                   |                                                   |                                                   |
| Bulgaren                                          | Bulgaren                                          |                                                   | 57,9%                                             | 57,9%                                             |
| Turken                                            | Turken                                            |                                                   | 41,1%                                             | 41,1%                                             |
| Roma                                              | Roma                                              |                                                   | 0,0%                                              | 0,0%                                              |
| Anders/Onbekend                                   | Anders/Onbekend                                   |                                                   | 1,0%                                              | 1,0%                                              |